# Cicaré CH-2
O Cicaré CH-2 foi um helicóptero projetado e construído por Augusto Cicaré na Argentina no início dos anos 1960.

## Projeto
O CH-2 era um helicóptero monomotor de dois lugares, cuja estrutura e cauda eram feitas de aço. O rotor principal tinha três pás, e a transmissão do rotor de cauda era realizada através de um eixo. A transmissão principal contava com um estágio de 90°.